# Pendule de Mach
 (août 2019).
Si vous disposez d'ouvrages ou d'articles de référence ou si vous connaissez des sites web de qualité traitant du thème abordé ici, merci de compléter l'article en donnant les références utiles à sa vérifiabilité et en les liant à la section « Notes et références ».
Un pendule de Mach est une variante de pendule qui a un axe incliné.

## Principe
Un pendule simple est une petite masse qui oscille au bout d'une tige (de masse négligeable) et ce dans un plan vertical (l'axe de rotation est donc horizontal). 
Ernst Mach a eu l'idée d'incliner cet axe. En conséquence l'effet de la pesanteur est diminué et le mouvement est plus lent.
Ainsi, si l'angle d'inclinaison est {\displaystyle \beta } l'effet de la pesanteur n'est plus mesuré par g, mais par g'= g.cos{\displaystyle \beta }.
Tous les calculs faits pour le pendule simple restent valables au remplacement près de g par g'.

## Dispositif didactique

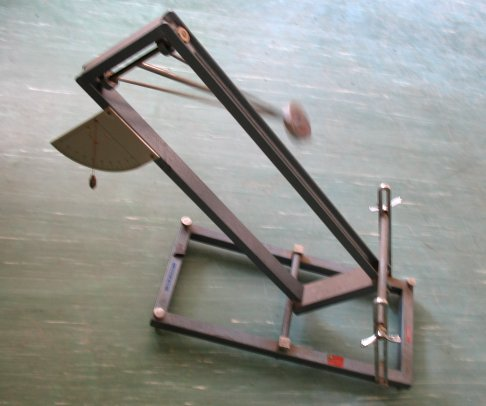
Pendule de Mach en mouvement

Dans la pratique, le pendule n'est pas un pendule simple mais un pendule pesant.
Le dispositif photographié ci-contre permet d'incliner l'axe de rotation et le plan d'oscillation du pendule, la tige étant remplacée par un système plus rigide. Un rapporteur muni d'un fil à plomb permet de repérer l'inclinaison.
Les oscillations considérées sont de faible amplitude. On peut donc exprimer simplement la période en fonction de g'. Les mesures de la période des petites oscillations pour plusieurs inclinaisons permettent de retrouver la relation ci-dessus.